# Боге (Пећ)
Боге (алб. Bogë) је насељено место у општини Пећ, на Косову и Метохији. Према попису становништва из 2011. у насељу је живело 24 становника.

## Становништво
Према попису из 2011. године, Боге има следећи етнички састав становништва:
| Националност | 2011.       |
| Албанци      | 24 (100,0%) |
| Укупно       | 24          |

| Демографија | Демографија | Демографија |
| Година      | Становника  | Становника  |
| ----------- | ----------- | ----------- |
| 1948.       | 219         |             |
| 1953.       | 255         |             |
| 1961.       | 273         |             |
| 1971.       | 235         |             |
| 1981.       | 167         |             |
| 1991.       | 98          |             |
| 2011.       | 24          |             |